# Bobbypills
Bobbypills est un studio d'animation français fondé en 2017 à Paris par Bobbyprod et Blackpills.

## Filmographie

### Séries d'animation
- 2018 : Vermin[2]
- 2018-2021 : Peepoodo and the Super Fuck Friends[2]
- 2018 : Crisis Jung[2]
- 2021 : Nymphopolis
- 2023 : Captain Laserhawk: A Blood Dragon Remix[3]
- 2024 : Dead Cells : Immortalis[4]
- 2024 : Creature Commandos[5]